# حي بدر (أبين)
حي بدر هو أحد أحياء مدينة الكود في محافظة أبين اليمنية. بلغ تعداد سكانه 2852 نسمة حسب التعداد السكاني في اليمن لعام 2004.